# Semen Houlak-Artemovsky

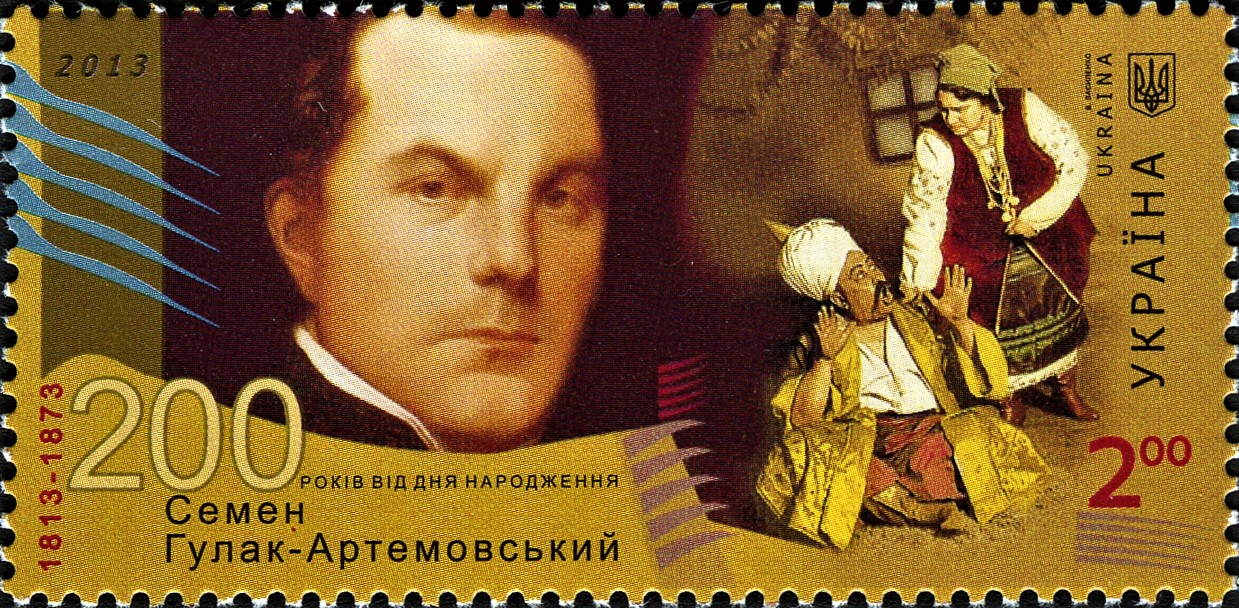
Timbre-poste ukrainien à l'effigie de Semen Houlak-Artemovsky.

Semen Stepanovytch Houlak-Artemovsky (en ukrainien : Семен Степанович Гулак-Артемовський ; en russe : Семён Степанович Гулак-Артемовский, Semion Stepanovitch Goulak-Artemovski), né le 16 février 1813 et mort le 17 avril 1873, est un compositeur d'opéra, chanteur (baryton), acteur et dramaturge ukrainien qui a vécu et travaillé dans la Russie impériale.

## Biographie
Semen Houlak-Artemovsky naît à Horodychtche, dans le gouvernement de Kiev. Fils d'un pope, il est le neveu du poète Petro Houlak-Artemovsky (de). Il fait ses études au séminaire théologique de Kiev de 1835 à 1838. Ayant attiré l'attention du compositeur Mikhaïl Glinka, le jeune Semen s'installe en 1838 à Saint-Pétersbourg, capitale de l'Empire russe, pour y travailler sa voix sous sa direction. Il intègre par ailleurs le chœur de la chapelle impériale de Saint-Pétersbourg (en). L'année suivante, Houlak-Artemovsky poursuit ses études en Italie. Vers la fin de son séjour dans la péninsule, il commence à chanter dans des opéras à Florence. À son retour à Saint-Pétersbourg en 1842, Houlak-Artemovsky devient soliste de l'Opéra impérial au théâtre Bolchoï Kamenny, poste qu'il occupe pendant 22 ans.
En 1850, il interprète une rhapsodie de sept chansons, Mariage ukrainien, qu'il représente en tournée avec une troupe d'opéra italienne.
En 1852 et 1853, il se voit attribuer des rôles dans les deux premiers opéras d'Anton Rubinstein, Dimitri Donskoï (en) et Fomka le fou (en).
Semen Houlak-Artemovsky se produit au théâtre Bolchoï de Moscou de 1864 à 1865. Il interprète plus de cinquante rôles d'opéra au cours de sa carrière, dont Rouslan dans Rouslan et Ludmila de Glinka, Masetto dans Don Giovanni de Mozart, ainsi qu'Antonio et Lord Ashton dans Linda di Chamounix et Lucia di Lammermoor de Gaetano Donizetti.
En parallèle, Houlak-Artemovsky compose ses propres opéras, ainsi que des pièces de musique vocale et instrumentale. Il compose son œuvre majeure Le Zaporogue au-delà du Danube (en) en 1864, après en avoir terminé le libretto en 1862.
Son amitié avec Taras Chevtchenko débute à l'automne 1838, après une rencontre fortuite à Saint-Pétersbourg. Le lien entre les deux hommes, entretenu malgré l'incarcération puis la libération de Chevtchenko, aurait fortement influencé la vision du monde de Semen Houlak-Artemovsky, au point qu'il lui dédie sa chanson Un sycomore se dresse au-dessus de l'eau (Стоїть явір над вoдoю).
Houlak-Artemovsky s'intéresse à la médecine populaire et aux statistiques, et compile des tableaux statistiques et géographiques des villes de l'Empire russe en 1854.
Il meurt le 17 avril 1873 à Moscou, à l'âge de 60 ans, et est enterré au cimetière Vagankovo.